# Kanton La Petite-Pierre

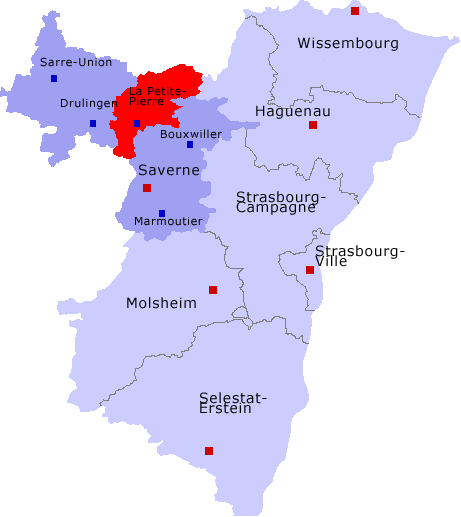
Lage des Kantons La Petite-Pierre im Arrondissement Saverne und im Département Bas-Rhin

Der Kanton La Petite-Pierre war bis 2015 ein französischer Wahlkreis im Arrondissement Saverne, im Département Bas-Rhin und in der Region Elsass.

## Geschichte
Der Kanton wurde am 4. März 1790 im Zuge der Einrichtung der Départements als Teil des damaligen „Distrikts Strasbourg“ gegründet. Einige Zeit später (?) gehörte er zum neu gegründeten Distrikt „Sarre-Union“.
Mit der Gründung der Arrondissements am 17. Februar 1800 wurde der Kanton als Teil des damaligen Arrondissements Saverne neu zugeschnitten.
Von 1871 bis 1919 gab es keine weitere Untergliederung des damaligen „Kreises Zabern“.
Am 28. Juni 1919 wurde der Kanton wieder Teil des Arrondissements Saverne.
Am 22. März 2015 wurde der Kanton aufgelöst. Alle Gemeinden gehören jetzt zum Kanton Ingwiller.

## Gemeinden
Der Kanton bestand aus 20 Gemeinden: 
| - Erckartswiller (Erkartsweiler) - Eschbourg (Eschburg) - Frohmuhl - Hinsbourg (Hinsburg) - Lichtenberg - Lohr - Petersbach - La Petite-Pierre (Lützelstein) - Pfalzweyer (Pfalzweier) - Puberg | - Reipertswiller (Reipertsweiler) - Rosteig - Schœnbourg (Schönburg) - Sparsbach - Struth - Tieffenbach - Weiterswiller (Weitersweiler) - Wimmenau - Wingen-sur-Moder (Wingen) - Zittersheim |